# Дети Арктики
«Де́ти А́рктики» — российский мультипликационный сериал для зрителей без возрастных ограничений, ориентированный на детей дошкольного возраста. Транслируется с 17 сентября 2021 года.
Мультсериал создан при поддержке Министерства Российской Федерации по развитию Дальнего Востока и Арктики, Корпорации по развитию Дальнего Востока и Арктики и центра «Арктические инициативы».
Мультфильм был создан в рамках федерального проекта «Дети Арктики» агентством PressPass.

## Сюжет
Мультфильм «Дети Арктики» рассказывает про жизнь и культуру северных народов. Главные герои мультика — Дикий северный Олень, полярный Мишка, коренные северяне Аня и Витя — путешествуют по тундре и познают мир. Друзья постоянно попадают в разные передряги, но всегда выручают друг друга и добиваются своих целей.

## Создатели
| Авторы сценария | Константин Скударнов, Оксана Александрова                     |
| Художники       | Виктория Журова, Юлия Королева, Анна Нуйкина, Роман Колотилин |
| Композитор      | Николай Мищенко                                               |
| Аниматоры       | Студия 23                                                     |
| Редактор        | Оксана Александрова                                           |
| Продюсер        | Юлия Лобастова                                                |

## Актёры озвучивания
| Портрет | Герой                | Актёр             |
|         | Полярный Мишка       | Сергей Авинов     |
|         | Дикий северный Олень | Максим Арбузов    |
|         | Аня                  | Анна Фахрутдинова |
|         | Витя                 | Тимофей Азин      |

## Список эпизодов

### 1 сезон
Первый сезон мультсериала стартовал 17 сентября и закончился 3 декабря 2021 года, всего в нём вышло 10 серий.
- 1 серия. Арктический форсаж
- 2 серия. Победа
- 3 серия. Друг в беде!
- 4 серия. Оленья услуга
- 5 серия. Исчезновение Мишки
- 6 серия. Конкурс талантов
- 7 серия. Погоня за звездой
- 8 серия. Пора в путь!
- 9 серия. Не время унывать
- 10 серия. Момент истины

### 2 сезон
Второй сезон мультсериала вышел 1 сентября 2022 года и получил название «Арктический вояж». В нём также планируется 10 серий.
- 1 серия. Командный заплыв
- 2 серия. Полярный день
- 3 серия. Саамский футбол
- 4 серия. Берегите море!

## Трансляция
- Мультсериал публикуется на сайте проекта «Дети Арктики» и в YouTube[2][5].
- В декабре 2021 года мультсериал транслировался на телеканале «Колыма+»[источник не указан 919 дней].

## Критика
В 2022 году мультсериал принял участие в IX международном фестивале детского и семейного кино «Ноль Плюс» в Тюмени, XII международном молодёжном кинофестивале «Свет миру» в Ярославле и XXVII открытом российском фестивале анимационного кино в Суздале.

## Версии на других языках
- Мультсериал имеет полноформатную англоязычную версию с многоголосным переводом[4].
- Мультсериал частично переведён на языки народов Севера (подготовлены версии с долганским, тундровым ненецким, северноселькупским, севернохантыйским и юкагирским закадровыми голосами). Его планируется перевести на 15 языков[6][7][8].